# Dłoń (miara)

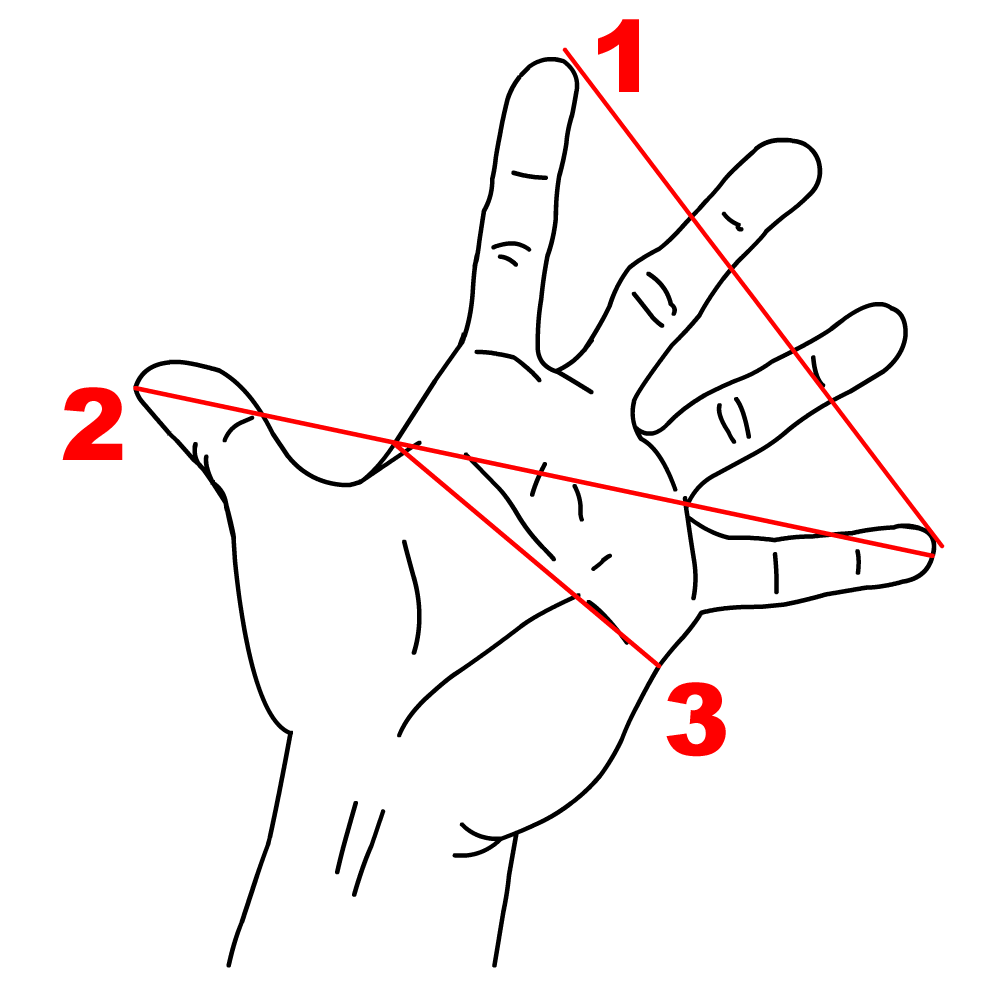
Dawne jednostki miar związane z wymiarami dłoni
1: Ćwierć
2: Piędź
3: Dłoń

Dłoń – dawna jednostka miary długości. Dłoń odpowiadała 1/2 ćwierci, czyli ok. 7,44 cm. 
Współcześnie jednostka ta jest używana w krajach anglosaskich do pomiaru wysokości koni wierzchowych i odpowiada 4 calom, czyli 10,16 cm.